# Gail Steiner
Gail Steiner (* 30. Juni 1954 in New York City; † 10. Dezember 1999) war eine US-amerikanische Opernsängerin (Sopran).

## Leben

### Ausbildung und Karrierebeginn
Gail Steiner, die irische, ungarische und deutsche Vorfahren mit jüdischen Wurzeln hatte, wurde als Tochter von Sol Steiner, zuletzt wohnhaft Priest River (Idaho), und Isabel Steiner, geborene Buckley, zuletzt wohnhaft Ocean (New Jersey) geboren. Sie absolvierte an der New Yorker Hofstra University  zunächst ein Schauspielstudium, bevor sie sich zur Sängerin ausbilden ließ. Gesang studierte sie an der Opernschule der Philadelphia Music Academy. Später wurde sie von der Opernsängerin, Gesangslehrerin und späteren Professorin Elisabeth Ksoll sängerisch betreut.
Ein Fulbright-Stipendium ermöglichte es ihr, ihre Gesangsstudien in Europa am Salzburger Mozarteum fortzusetzen, wo sie die Gesangsklasse von Susanne Anders (1909–1979) besuchte. 1978 gewann sie beim Mozart-Wettbewerb einen Dritten Preis mit der ersten Arie der Königin der Nacht, „O zittre nicht, mein lieber Sohn!“, aus der Oper Die Zauberflöte.
Vom damaligen Aachener Intendanten Peter Maßmann wurde sie mit Beginn der Spielzeit 1978/79 an das Stadttheater Aachen verpflichtet, wo sie bis zum Ende der Spielzeit 1980/81 engagiert war. In ihrer ersten Aachener Spielzeit sang sie gleich verschiedenste Sopran-Rollen wie Rosina, Xenia (Boris Godunow), Gänsemagd (Die Königskinder), Ännchen (Der Freischütz), die beiden Sopran-Partien in L’enfant et les sortilèges sowie die Koloraturpartie in Le rossignol.
In der Spielzeit 1979/80 sang sie am Theater Aachen die Norina in Don Pasquale und die Tochter in Die Nase. In der Spielzeit 1980/81 folgten dort die Adina in Der Liebestrank und die Sophie in Der Rosenkavalier. Außerdem übernahm sie die Miss Wordsworth in einer Neuinszenierung von Albert Herring (Premiere: Januar 1981). Während ihres Aachener Engagements wirkte sie auch in einer überwiegend mit US-amerikanischen Sängern besetzten Fledermaus-Produktion mit.

### Engagement am Opernhaus Nürnberg

#### Operette und Musical
Nach einem erfolgreichen, von der Bühnenvermittlung Cornelius Hom in Frankfurt am Main vermittelten Gastspiel als Laura in der Millöcker-Operette Der Bettelstudent, das im Oktober 1981 stattfand, wurde Gail Steiner, die in der Spielzeit 1981/82 als Gast am Opernhaus Frankfurt engagiert gewesen war, ab August 1982 als Ensemblemitglied an das Opernhaus Nürnberg verpflichtet. Bis Sommer 1992 war sie, zunächst als „lyrischer Sopran mit Koloratur“, dann als „lyrischer bis jugendlicher Sopran und jugendl.-dramatischer Sopran nach Eignung“, festes Ensemblemitglied am Opernhaus Nürnberg. Ab der Spielzeit 1992/93 hatte sie Teilspielzeitverpflichtungen und Stückverträge für „Rollen des Repertoires und neue Rollen nach Absprache“. Ihr letzter Teilzeitvertrag endete im März 1994. Im Wintersemester 1993/94 war sie neben ihrer Verpflichtung am Opernhaus Nürnberg als Dozentin für Musiktheater an der Theaterwissenschaftlichen Fakultät der Friedrich-Alexander-Universität Erlangen tätig.
Am Opernhaus Nürnberg debütierte sie, noch vor dem offiziellen Antritt ihres Engagements, bereits im Juli 1982 als Musette in einer Neuinszenierung von La Bohème (Regie: Gilbert Deflo).
In den folgenden Jahren wurde Steiner am Opernhaus Nürnberg in der Nachfolge von Sonja Knittel, die 1985 altersbedingt aus dem Ensemble ausschied, aufgrund ihrer „außergewöhnlich attraktiven Bühnenerscheinung“ insbesondere als elegante „Operettendiva“ besetzt.
Sie übernahm in Neuinszenierungen zunächst die Angèle Didier in der Lehár-Operette Der Graf von Luxemburg (Spielzeit 1982/83, Regie: Peter B. Wyrsch) und die Lidia in Banditenstreiche (Spielzeit 1982/83, Regie: Kurt Leo Sourisseaux).
In der Spielzeit 1983/84 folgte die Lisa in Das Land des Lächelns (mit Sándor Arizs als Sou-Chong). In der Spielzeit 1984/85 verkörperte sie die Fürstin Anna Elisa in einer Paganini-Neuinszenierung sowie die Titelrolle in einer Neuinszenierung der Operette Die Dubarry, jeweils wieder mit Sándor Arizs als Tenor-Partner. In der Spielzeit 1985/86 übernahm sie mit der Gräfin Carlotta in Gasparone eine weitere große Operettenrolle. In der Spielzeit 1986/87 war sie die Magnolia in einer Inszenierung des Musicals Show Boat. In der Spielzeit 1988/89 sang sie die Gräfin Zedlau in einer Neuinszenierung der Strauß-Operette Wiener Blut (Premiere: Mai 1989, Regie: Kurt Leo Sourisseaux).
Steiner sang im Verlauf ihres Nürnberger Engagements im Bereich der Operette außerdem alle großen Rollen ihres Fachs wie Laura, Rosalinde (Neuinszenierung: Spielzeit 1983/84), Saffi (Neuinszenierung: Spielzeit 1984/85), Annina (Neuinszenierung: Spielzeit 1985/86) und Hanna Glawari.

#### Opernrollen
Parallel zu ihren Operettenauftritten verfolgte Steiner am Opernhaus Nürnberg beständig auch ihre Karriere als Opernsängerin. Sie trat u. a. als Pamina, Donna Elvira (Spielzeit 1984/85, Neuinszenierung), Oscar (Spielzeit 1982/83, Neuinszenierung), Violetta in La Traviata, Liù in Turandot (alternierend mit Ursula Wendt-Walther) und als Micaëla (ab April 1988, in der Wiederaufnahme der Carmen-Inszenierung von Wolfram Mehring, Premiere: Spielzeit 1983/84) auf.
In der Spielzeit 1982/83 sang sie die Lucia di Lammermoor an der Seite von Zachos Terzakis. In der Spielzeit 1983/84 war sie als Alternativbesetzung die Konstanze in einer Neuinszenierung von Die Entführung aus dem Serail (Premiere: Juli 1984, Regie: Roland Velte).
Zu Steiners Nürnberger Premieren-Rollen im Opernbereich gehörten u. a. die Undine (Spielzeit 1987/88), der Fuchs in Das schlaue Füchslein (Spielzeit 1987/88) und die Titelrolle in Suor Angelica (Spielzeit 1988/89). Im März 1988 übernahm sie in der Wiederaufnahme der Bohème-Inszenierung, in der sie in der Spielzeit 1981/82 noch die Musette gesungen hatte, nunmehr die lyrische Hauptrolle der Mimì, in der sie bis Dezember 1990 in zahlreichen weiteren Aufführungen auf der Bühne stand. In der Spielzeit 1989/90 sang sie als Alternativbesetzung neben Gudrun Ebel die Eurydike in Glucks Orpheus und Eurydike.
Steiner trat auch in Opern der Moderne auf. In der Spielzeit 1983/84 war sie in der Nürnberger Erstaufführung der Oper Baal von Friedrich Cerha die „desillusionierte“ Johanna. Im Juni 1987 verkörperte sie, an der Seite von Fabio Giongo, „mit fein aufeinander abgestimmten Nuancen in Gesang und Darstellung“ die Tochter Else in der Uraufführung der Oper Sturmnacht von Wolfgang-Andreas Schultz. Steiners Interpretation der Else gilt als Markstein in ihrer Opernkarriere. In der Spielzeit 1989/90 sang sie Sophie de Monnier, eine der Geliebten des Grafen Mirabeau, in der Nürnberger Erstaufführung der Oper Graf Mirabeau von Siegfried Matthus.

#### Letzte Auftritte
Steiners letzte Premieren als festes Nürnberger Ensemblemitglied waren die Iduna in Paul Burkhards „Musikalischer Komödie“ Das Feuerwerk (Spielzeit 1990/91, Premiere: Juli 1991) und die Mariana in Jacques Offenbachs weitgehend unbekanntem Zweiakter Coscoletto (Spielzeit 1991/92, Premiere: Juli 1992).
Im Juli 1992 sang sie in der Abschiedsvorstellung für den langjährig am Opernhaus Nürnberg engagierten Tenor Cesare Curzi (als Eisenstein) zum letzten Mal die Rosalinde. Als Iduna und Gräfin Zedlau in Wiener Blut stand sie noch bis Juni bzw. Juli 1993 auf der Nürnberger Opernbühne. 1993 trat sie mit ihrem Solo-Programm Schpil-she mir a Liddele in Jiddisch, das sie über viele Jahre hinweg immer wieder interpretiert hatte, noch einmal in den Nürnberger Kammerspielen auf.
Im März 1994 verabschiedete sich Gail Steiner mit dem von ihr konzipierten Solo-Abend Me and Kurt, in dem sie den Lebensweg von Kurt Weill über Berlin, Paris nach New York mit Songs, die ursprünglich Lotte Lenya interpretiert hatte, musikalisch nachzeichnete, von ihrem Nürnberger Publikum.

## Gastspiele (Auswahl)
Gail Steiner gastierte in Deutschland u. a. an der Oper Frankfurt (als Konstanze unter der musikalischen Leitung von Michael Gielen), an der Deutschen Oper am Rhein, am Staatstheater Hannover (Spielzeit 1985/86, als Pamina) und am Hessischen Staatstheater Wiesbaden (als Gräfin Zedlau in Wiener Blut).
Im Frühjahr 1985 war sie in Frankfurt am Main Partnerin von Nicolai Gedda in einer Tournee-Produktion der Lehár-Operette Das Land des Lächelns. Im Februar 1988 sang sie im Faschingskonzert der „Konzertanten Oper Hamburg“ die Rosalinde in der Strauß-Operette Die Fledermaus.
Regelmäßig trat Gail Steiner auch an österreichischen Bühnen und bei Sommerfestivals in Österreich auf.
In der Spielzeit 1985/86 übernahm sie am Opernhaus Graz die Titelrolle in der Lehár-Operette Giuditta. In der Spielzeit 1985/86 sang sie am Stadttheater Klagenfurt an der Seite von Ernst Gutstein die junge Geliebte des Dichters (Elisabeth Zimmer) in der Österreichischen Erstaufführung der Henze-Oper Elegie für junge Liebende. In der Spielzeit 1986/87 gastierte sie am Stadttheater Klagenfurt in der Titelrolle der Kálmán-Operette Die Zirkusprinzessin mit John Hurst als Partner. Außerdem übernahm sie in der Spielzeit 1986/87 am Stadttheater Klagenfurt die Sonja in einer Neuinszenierung der Operette Der Zarewitsch und die Titelrolle in einer Neuproduktion der Kálmán-Operette Die Csárdásfürstin. Im Januar 1987 gastierte sie am Opernhaus Graz als Pamina in Die Zauberflöte.  Im Rahmen des Klagenfurter Sommerfestivals sang sie im August 1991, an der Seite von Benedikt Kobel, die Gabriele in Wiener Blut.

## Privates
Gail Steiner war ab August 1986 bis zu ihrem Tode mit dem Tenor Günter Neubert (* 1937 in Diepholz/Westfalen), der ab der Spielzeit 1976/77 bis zum Ende der Spielzeit 1999/00 ebenfalls am Nürnberger Opernhaus engagiert war, verheiratet. Zeitweise trat sie auch unter ihrem Familiennamen als Gail Steiner-Neubert auf.
Nach ihrem Abschiedsprogramm Me and Kurt kehrte Steiner im Jahr 1994 in ihre US-amerikanische Heimat zurück, blieb aber der Stadt Nürnberg aufgrund ihrer persönlichen Beziehungen weiterhin verbunden. Sie starb im Dezember 1999 im Alter von 45 Jahren an ihrer Krebserkrankung.
Nachrufe hoben insbesondere ihr „beachtliches schauspielerisches Talent“, „ihre künstlerische Neugier“, ihren „Ehrgeiz“ und ihre Vielseitigkeit hervor, die ihre Rollen von der Operette bis zum zeitgenössischen Musiktheater prägten.